# Spencer (Ohio)
Spencer – wieś w Stanach Zjednoczonych, w stanie Ohio, w hrabstwie Medina.